# チョープロ
株式会社チョープロは、長崎県を中心にLPガスの小売・卸売等を行う事業者。

## 概要
長崎県におけるLPガス販売では最大手。またガス以外にも太陽光発電の売電事業や住宅リフォーム事業などを手がけている。2016年には電力自由化に伴い、新たに子会社として「長崎地域電力」を設立し小売電気事業に参入している。また同年8月には、ソーラーフロンティアとの合弁会社である「長崎ソーラーエナジー」が手がけた「長崎空港隣接地メガソーラー」が運転を開始している。
スポーツ支援に積極的で、2010年からは同じ長崎県のJリーグチームであるV・ファーレン長崎のスポンサーを務めている。2017年現在はユニフォーム背中スポンサーを務めるほか、かつてはチームの大株主の一社でもあり、2017年2月に同チームの経営問題が発覚した際には、当社の社長である荒木健治が一時会長を務めた。ただ同年3月にジャパネットたかたが同チームを100%子会社化する方針を発表したため、株式の買い取りに応じ株主から外れた。そのほか2016年には新たにボートチームとして「チョープロ・ローイングクラブ」を発足させた。